# Hubbard County
Hubbard County er et county i den amerikanske delstat Minnesota. Amtet ligger i den centrale del af delstaten og grænser op til Beltrami County i nord, Cass County i øst, Wadena County i syd, Becker County i sydvest og mod Clearwater County i nordvest.
Hubbard Countys totale areal er 2 588 km² hvoraf 199 km² er vand. I 2000 havde amtet 18.376 indbyggere. Amtets administration ligger i byen Park Rapids.
Amtet har fået sit navn efter guvernør Lucius Frederick Hubbard.
47°06′N 94°55′V / 47.1°N 94.91°V